# Cyclophyllidea
Cyclophyllidea е разред плоски червеи водещи паразитен начин на живот и включващ едни от най-важните паразити при хората и добитъка.

## Устройство
Всички представители на разреда притежават стробила изградена от множество проглотиди. На сколекса си имат по 4 вендузи, с помощта на които се залавят за гостоприемника си. Половият отвор в проглотидите се намира в единия от двата му странични ръба с изключение на представителите на семейство Dilepididae, при които се отваря и от двете страни. Всички притежават компактна жълтъчна жлеза разположена зад яйчника.

## Класификация
Разред Cyclophyllidea включва пет семейства:
- Dipylidiidae (преди това известно като Dilepididae). Най-важният представител е Dipylidium caninum.
- Hymenolepididae. Най-важен род е Hymenolepis.
- Taeniidae. Включва едни от най-широко разпространените цестодни паразити сред добитъка и хората, включително и причинителите на ехинококозата.
- Anoplocephalidae. Представителите му паразитират у конете, а тези от род Moniezia при преживните животни.
- Davaineidae. Включва 14 рода. Повечето от представителите са паразити по птиците.